# Kamień (rejon kobryński)
Kamień (biał. Камень; ros. Камень; hist. Kamień Królewski) – wieś na Białorusi, w obwodzie brzeskim, w rejonie kobryńskim, w sielsowiecie Horodec.
Dawniej wieś, majątek ziemski i osada. Należały do ekonomii kobryńskiej. W dwudziestoleciu międzywojennym leżały w Polsce, w województwie poleskim, w powiecie kobryńskim.
W miejscowości znajdują się parafialna cerkiew prawosławna pw. Ikony Matki Bożej „Niewyczerpany Kielich” oraz przystanek kolejowy Kamień na linii Homel – Łuniniec – Żabinka.